# Exorista brucorum
Exorista brucorum är en tvåvingeart som först beskrevs av Camillo Rondani 1859.  Exorista brucorum ingår i släktet Exorista och familjen parasitflugor.
Artens utbredningsområde är Italien. Inga underarter finns listade i Catalogue of Life.